# Marcin Brzeziński

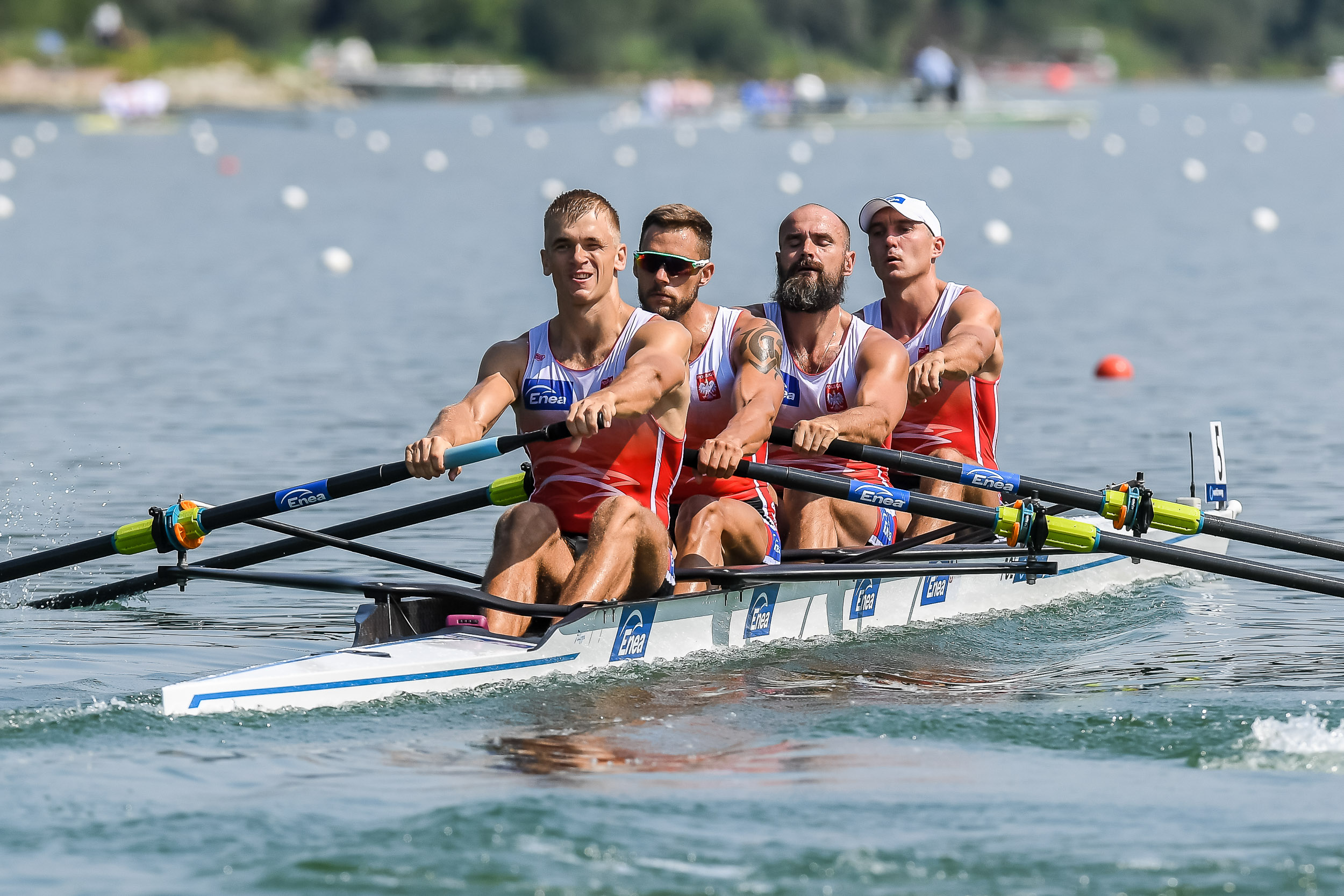
Mistrzowie świata 2019 - M. Brzeziński drugi od lewej

Marcin Mariusz Brzeziński (ur. 6 stycznia 1984 w Warszawie) – polski wioślarz, mistrz świata (2019), trzykrotny mistrz Europy.
Jest absolwentem Zespołu Szkół Nr 37 im. Agnieszki Osieckiej w Warszawie i zawodnikiem Warszawskiego Towarzystwa Wioślarskiego.
W 2009 roku za osiągnięcia sportowe został odznaczony Złotym Krzyżem Zasługi. Jest laureatem Wielkiej Honorowej Nagrody Sportowej za 2019 rok.

## Igrzyska olimpijskie
Na igrzyskach zadebiutował w 2008 roku w Pekinie. Wystąpił wówczas ósemce, zajmując piąte miejsce. Cztery lata później w Londynie wygrał finał B ósemek i został sklasyfikowany na siódmej pozycji. W 2016 roku w Rio de Janeiro awansował do finał A ósemek po repasażach, ale tam zajął piątą pozycję.

## Osiągnięcia sportowe

### Puchar Świata
- 1. miejsce (Monachium 2012, Płowdiw 2019)
- 2. miejsce (Banyoles 2009, Monachium 2009, Hamburg 2011, Eton 2013, Bled 2015)
- 3. miejsce (Bled 2010, Monachium 2011, Varese 2016, Poznań 2019)

### Wyniki
| Rok  | Zawody                      | Miejsce            | Konkurencja          | Czas             | Pozycja     |
| ---- | --------------------------- | ------------------ | -------------------- | ---------------- | ----------- |
| 2001 | Mistrzostwa świata juniorów | Duisburg           | Czwórka podwójna     | Finał B: 6:08,87 | 10. miejsce |
| 2002 | Mistrzostwa świata juniorów | Troki              | Czwórka podwójna     | Finał A: 6:35,80 | 3. miejsce  |
| 2005 | Mistrzostwa świata          | Gifu               | Dwójka podwójna      | Finał B: 6:35,28 | 9. miejsce  |
| 2006 | Mistrzostwa świata          | Eton               | Dwójka podwójna      | Finał A: 6:12,82 | 4. miejsce  |
| 2007 | Mistrzostwa świata          | Monachium          | Dwójka podwójna      | Finał B: 6:26,93 | 12. miejsce |
| 2007 | Mistrzostwa Europy          | Poznań             | Dwójka podwójna      | Finał A: 6:31,52 | 4. miejsce  |
| 2008 | Igrzyska olimpijskie        | Pekin              | Ósemka               | Finał A: 5:31,42 | 5. miejsce  |
| 2008 | Mistrzostwa Europy          | Ateny              | Ósemka               | Finał A: 5:33,11 | 3. miejsce  |
| 2009 | Mistrzostwa świata          | Poznań             | Ósemka               | Finał A: 5:28,40 | 4. miejsce  |
| 2009 | Mistrzostwa Europy          | Brześć             | Ósemka               | Finał A: 5:43,80 | 1. miejsce  |
| 2010 | Mistrzostwa Europy          | Montemor-o-Velho   | Ósemka               | Finał A: 5:54,22 | 2. miejsce  |
| 2010 | Mistrzostwa świata          | Karapiro           | Ósemka               | Finał B: 5:40,86 | 7. miejsce  |
| 2011 | Mistrzostwa świata          | Bled               | Ósemka               | Finał A: 5:32,16 | 5. miejsce  |
| 2011 | Mistrzostwa Europy          | Płowdiw            | Ósemka               | Finał A: 5:37,38 | 1. miejsce  |
| 2012 | Igrzyska olimpijskie        | Londyn             | Ósemka               | Finał B: 5:57,67 | 7. miejsce  |
| 2012 | Mistrzostwa Europy          | Varese             | Ósemka               | Finał A: 5:33,23 | 1. miejsce  |
| 2013 | Mistrzostwa Europy          | Sewilla            | Ósemka               | Finał A: 6:00,31 | 2. miejsce  |
| 2013 | Mistrzostwa świata          | Chungju            | Ósemka               | Finał A: 5:35,59 | 4. miejsce  |
| 2014 | Mistrzostwa Europy          | Belgrad            | Ósemka               | Finał A: 5:35,63 | 4. miejsce  |
| 2014 | Mistrzostwa świata          | Amsterdam          | Ósemka               | Finał A: 5:26,90 | 3. miejsce  |
| 2015 | Mistrzostwa Europy          | Poznań             | Ósemka               | Finał A: 5:30,74 | 4. miejsce  |
| 2015 | Mistrzostwa świata          | Lac d’Aiguebelette | Ósemka               | Finał B: 5:29,24 | 8. miejsce  |
| 2016 | Mistrzostwa Europy          | Brandenburg        | Ósemka               | Finał A: 6:23,14 | 5. miejsce  |
| 2016 | Igrzyska olimpijskie        | Rio de Janeiro     | Ósemka               | Finał A: 5:34,62 | 5. miejsce  |
| 2017 | Mistrzostwa Europy          | Račice             | Ósemka               | Finał A: 5:30,91 | 2. miejsce  |
| 2017 | Mistrzostwa świata          | Sarasota           | Ósemka               | Finał B: 5:42,48 | 10. miejsce |
| 2018 | Mistrzostwa Europy          | Glasgow            | Ósemka               | Repasaż: 5:35,93 | 11. miejsce |
| 2018 | Mistrzostwa świata          | Płowdiw            | Dwójka bez sternika  | Finał C: 6:27,28 | 14. miejsce |
| 2019 | Mistrzostwa Europy          | Lucerna            | Czwórka bez sternika | Finał A: 5:53,90 | 2. miejsce  |
| 2019 | Mistrzostwa świata          | Ottensheim         | Czwórka bez sternika | Finał A: 6:09,86 | 1. miejsce  |
| 2020 | Mistrzostwa Europy          | Poznań             | Czwórka bez sternika | Finał A: 6:05,08 | 3. miejsce  |